# America Star Books
America Star Books, anterior PublishAmerica, este o editură din Maryland fondată în 1999 de către Lawrence Alvin „Larry” Clopper III și Willem Meiners, care publică mai ales cărți la cerere. Unii scriitori au descris compania ca fiind o editură ce publică cărți pe cheltuiala autorilor, în timp ce ea se prezintă ca o „editură tradițională”.
PublishAtlantica a fost o marcă a PublishAmerica. PublishAtlantica a avut sediul în orașul Milton Keynes din Marea Britanie și s-a numit anterior PublishBritannica înainte de a fi dată în judecată de Encyclopædia Britannica. PublishIcelandica a fost o altă marcă a PublishAmerica. Potrivit unei scrisori din 2006 a PublishAmerica, niciuna dintre cele două mărci nu este activă.

## Istoric
În anul 2004 directorul executiv al PublishAmerica era Miranda N. Prather. În 2004 Prather a declarat că 80% dintre autorii care au trimis manuscrise editurii au fost refuzați și că editura avea „30 de redactori cu program normal”, cu planuri de a se extinde. Ea a refuzat, de asemenea, să spună cine este președintele companiei PublishAmerica. În 2005 compania avea 70 de angajați cu program normal pe diverse funcții.
În 2004, PublishAmerica a publicat tiraje mici a peste 4.800 de titluri. În 2005, compania a avut aproximativ 11.000 de autori sub contract.
În iunie 2005, PublishAmerica a precizat că era condusă de Willem Meiners în calitate de CEO și de Lawrence Clopper ca președinte al companiei.
În august 2005, PublishAmerica a fost dată în judecată de Encyclopædia Britannica pentru încălcarea mărcii comerciale prin folosirea mărcii PublishBritannica de către PublishAmerica. Conflictul a fost soluționat în afara instanței, iar PublishAmerica a fost de acord să renunțe la folosirea numelui „PublishBritannica”. Cu toate acestea, PublishAmerica a continuat să folosească adresa site-ului pe hârtiile cu antet până în 2008.
La sfârșitul lunii septembrie 2005, PublishAmerica a anunțat că, de atunci încolo, cărțile sale vor fi returnate de către librării dacă nu se vor vinde, o practică standard în cadrul celorlalte edituri comerciale. Anunțul a menționat că această măsură se aplică „tuturor” cărților tipărite de editură, deși compania a menționat că vor fi „câteva excepții inițial” și că măsura se va aplica doar cărților vândute prin librăriile din Statele Unite ale Americii. Situl PublishAmerica precizează acum că „multe dintre cărțile noastre sunt returnabile”.
Prather a părăsit PublishAmerica (redenumită America Star Books) în 2016.

## Critici
PublishAmerica plătește autorilor în avans sume cuprinse între 1 și 1000 US$, oferă o minimă editare și câteva serviciile comerciale în ceea ce privește distribuția, marketingul și relațiile cu mass-media. Autorii nemulțumiți s-au plâns revistei  Publishers Weekly că PA nu le-a plătit drepturile de autor datorate, a vândut cărți pe care nu mai avea dreptul să le vândă, a stabilit prețuri nejustificat de mari și reduceri mai mici decât media pentru cărțile cumpărate de autori și au neglijat sau nu au reușit să plaseze cărți în librării.
Directoarea Prather a declarat că prețurile cărților reflectă „ceea ce piața poate suporta” și că „nu putem controla librăriile din țară”. Alți autori ai PublishAmerica s-au pronunțat în sprijinul editurii, negând că aceasta este o editură ce publică lucrări pe cheltuiala autorilor și subliniind oportunitățile pe care le oferă autorilor nepublicați de celelalte edituri.

### Acceptarea de farsă manuscrise
Într-o încercare de a demonstra lipsa de control editorial de la PublishAmerica, mai mulți autori au scris manuscrise intenționat proaste. De exemplu, în decembrie 2004, PublishAmerica a fost de acord să publice romanul Atlanta Nights, care s-a dovedit mai târziu a fi scrisă o farsă scrisă prost în mod deliberat, cu un capitol generate aleatoriu de un computer. PublishAmerica a acceptat, de asemenea, manuscrisul unui alt autor care conținea aceleași 30 de pagini repetate de zece ori.

### Proces
În iunie 2012 a fost depusă la Tribunalul districtual Maryland o acțiune judiciară împotriva PublishAmerica LLLP, de către reclamanții Darla Yoos, Edwin McCall și Kerry Levine.

## Noul nume
În ianuarie 2014, PublishAmerica și-a schimbat numele în America Star Books.